# Samsung Galaxy S22
Samsung Galaxy S22 – seria smartfonów z systemem Android zaprojektowanych, opracowanych, wyprodukowanych i sprzedawanych przez firmę Samsung Electronics w ramach serii Galaxy S. Galaxy S22 jest następcą serii Galaxy S21. Seria została zaprezentowana podczas wydarzenia Samsung Galaxy Unpacked 9 lutego 2022 roku.

## Historia
Seria Samsung Galaxy S22 została zaprezentowana 9 lutego 2022 roku, jako następcy serii Galaxy S21.

## Skład
Seria Samsung Galaxy S22 składa się z trzech modeli smartfonów. Galaxy S22 jest najtańszym modelem tej serii i ma ekran o przekątnej 6,1 cali (155 mm). Galaxy S22+ jest podobny do Galaxy S22 ale ma ekran o przekątnej 6,6 cala (168 mm), szybszym ładowaniem i większą pojemnością baterii. Galaxy S22 Ultra ma ekran o przekątnej 6,8 cala (173 mm) i największą pojemność baterii w ofercie, bardziej zaawansowaną konfigurację aparatu i wyświetlacz o wyższej rozdzielczości w porównaniu do S22 i S22+, a także wbudowany rysik S Pen – pierwszy w całej serii S.

## Specyfikacje

### Sprzęt

#### Chipsety
Seria S22 obejmuje trzy modele o różnych specyfikacjach sprzętowych. Z wyjątkiem niektórych krajów afrykańskich i wszystkich europejskich, w których używany jest Exynos 2200, wszystkie modele poza tymi regionami wykorzystują Qualcomm Snapdragon 8 Gen 1.

#### Bateria
S22, S22+ i S22 Ultra zawierają niewymienne akumulatory Li-Po 3700 mAh, 4500 mAh i 5000 mAh Li-Po. S22 obsługuje przewodowe ładowanie przez USB-C z mocą do 25W (przy użyciu USB Power Delivery), podczas gdy S22+ i S22 Ultra mają szybsze ładowanie 45W. Testy wykazały, że nie ma znaczącej różnicy między prędkościami ładowania 45 W i 25 W. Wszystkie trzy mają ładowanie indukcyjne Qi do 15W. Telefony mają również możliwość ładowania innych urządzeń kompatybilnych z Qi z własnej baterii S22, która jest oznaczona jako „Wireless PowerShare”, z mocą do 4,5 W.

#### Oprogramowanie
Telefony S22 zostały wydane z systemem Android 12 z oprogramowaniem One UI firmy Samsung. Samsung Knox jest dołączony w celu zwiększenia bezpieczeństwa urządzenia.

#### Kolory
Samsung Galaxy Ultra jest dostępny w kolorach Burgundowy, Zielony, Biały, Czarny. Z kolei wersje S22, S22+ dostępne są w kolorach Różowy, Zielony, Biały, Czarny.